# Tilton (Nuevo Hampshire)
Tilton es un pueblo ubicado en el condado de Belknap en el estado estadounidense de Nuevo Hampshire. En el Censo de 2010 tenía una población de 3.567 habitantes y una densidad poblacional de 114,87 personas por km².

## Geografía
Tilton se encuentra ubicado en las coordenadas 43°28′16″N 71°34′35″O / 43.47111, -71.57639. Según la Oficina del Censo de los Estados Unidos, Tilton tiene una superficie total de 31.05 km², de la cual 28.84 km² corresponden a tierra firme y (7.12%) 2.21 km² es agua.

## Demografía
Según el censo de 2010, había 3.567 personas residiendo en Tilton. La densidad de población era de 114,87 hab./km². De los 3.567 habitantes, Tilton estaba compuesto por el 96.24% blancos, el 0.36% eran afroamericanos, el 0.2% eran amerindios, el 1.37% eran asiáticos, el 0% eran isleños del Pacífico, el 0.17% eran de otras razas y el 1.65% pertenecían a dos o más razas. Del total de la población el 1.07% eran hispanos o latinos de cualquier raza.